# Gare de Saint-Clément-des-Levées
La gare de Saint-Clément-des-Levées est une gare ferroviaire française aujourd'hui de la ligne de Tours à Saint-Nazaire, située sur le territoire de la commune de Saint-Clément-des-Levées, dans le département de Maine-et-Loire, en région Pays de la Loire.

## Situation ferroviaire

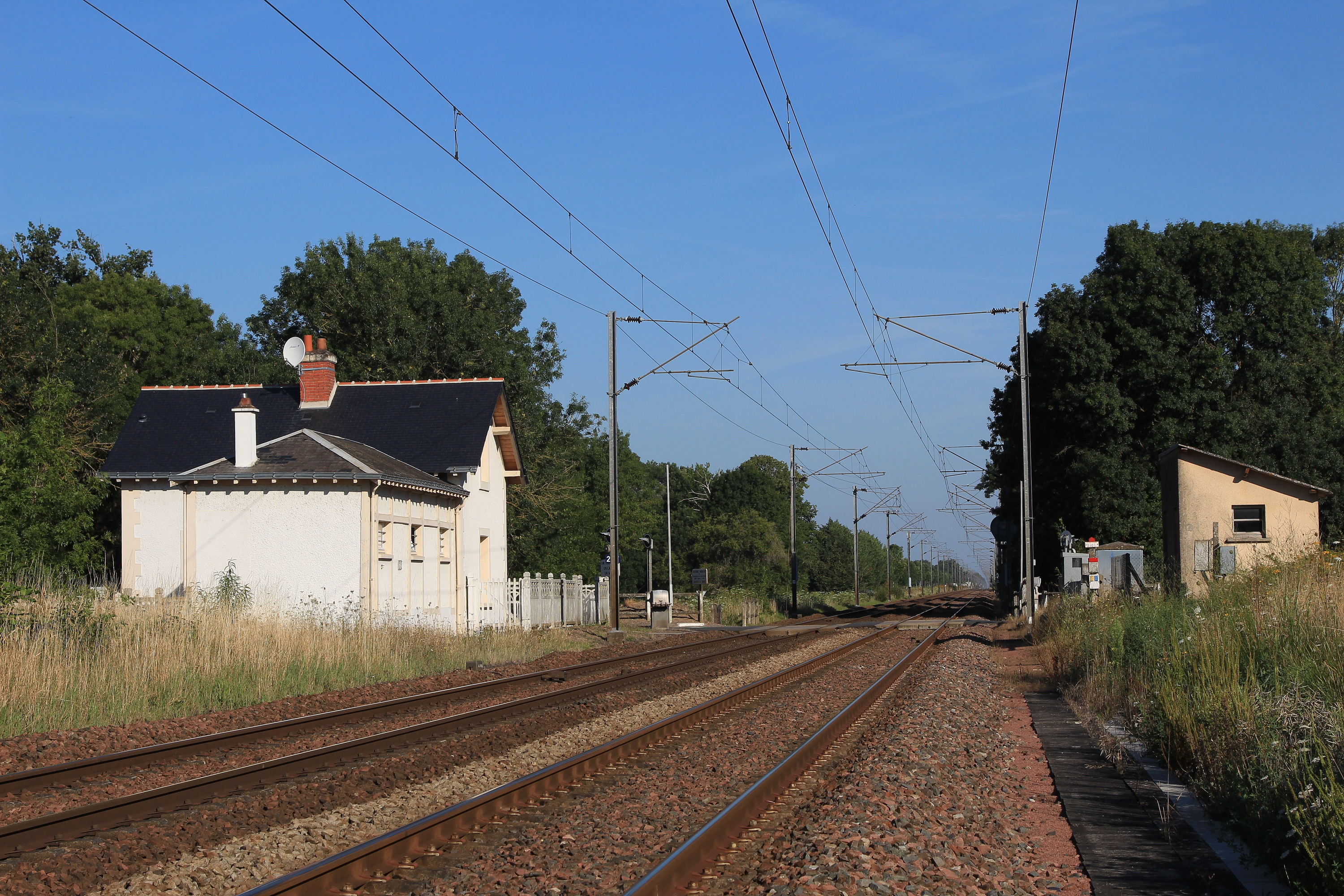
L'ancienne gare vue en direction de Saint-Nazaire en 2012.

Établie à 24 m d'altitude, l'ancienne gare de Saint-Clément-des-Levées est située au point kilométrique (PK) 310,214 de la ligne de Tours à Saint-Nazaire, entre les gares ouvertes de Saumur et des Rosiers-sur-Loire. Elle est séparée de la gare de Saumur par celle fermée de Saint-Martin-de-la-Place.

## Services
La gare est fermée à tout trafic.